# R-77 (ミサイル)

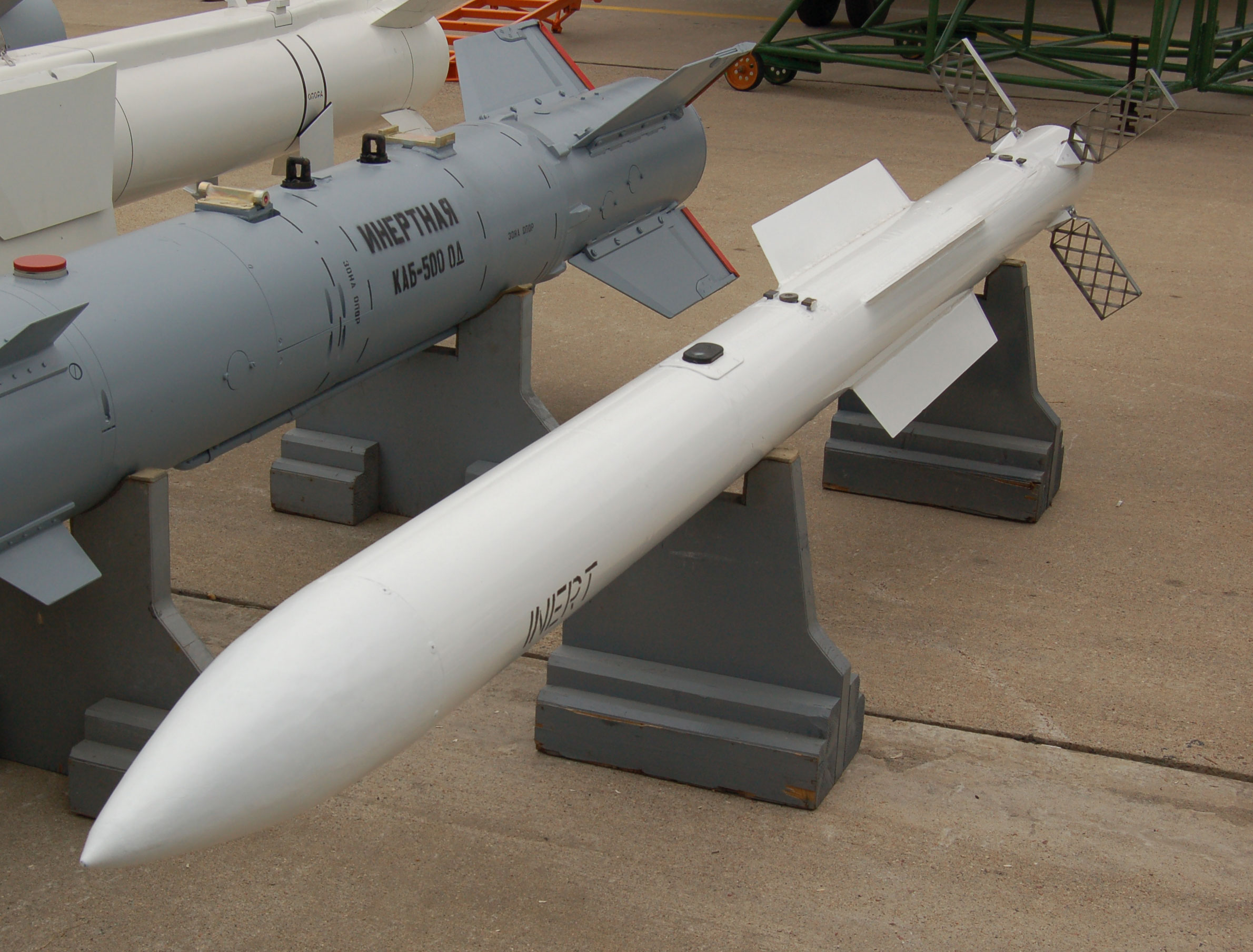
R-77

R-77は、ロシア製のアクティブ・レーダー・ホーミング誘導の中距離空対空ミサイル。DoD識別番号はAA-12 、NATOコードネームはアッダー（Adder、マムシの意）。
アメリカのAMRAAM（アムラーム）と運用形態や性能が似ていることから、西側のジャーナリストから「アムラームスキー」と呼ばれた。設計はアムラームとは全く関係なく、「アムラームスキー」は嘲笑的な呼び方である。また、形状的にも末尾に四翔ある「スノコ状」の舵翼など、アムラームとの差異は大きい。

## 概要
このミサイルはヴィーンペル科学製造連合によって設計・製作されたミサイルで、AIM-120同様のアクティブ・レーダー・ホーミング誘導による撃ちっ放し能力を有する。1982年より開発を開始したが、1991年のソビエト連邦の崩壊に伴うウクライナの独立によりコンポーネントを供給していたアルテムとルーチ が別の国の企業となったことを考慮して、1992年のモスクワ航空ショーで公開したものの、少数生産ののち量産を停止した。
量産再開後、インドや中国をはじめとする国々がR-77の採用・購入を決め導入を開始したが、ロシア空軍は長らく導入しなかった。しかし、2009年に改良型であるR-77-1の受領テストを完了し調達を開始した。

## 設計

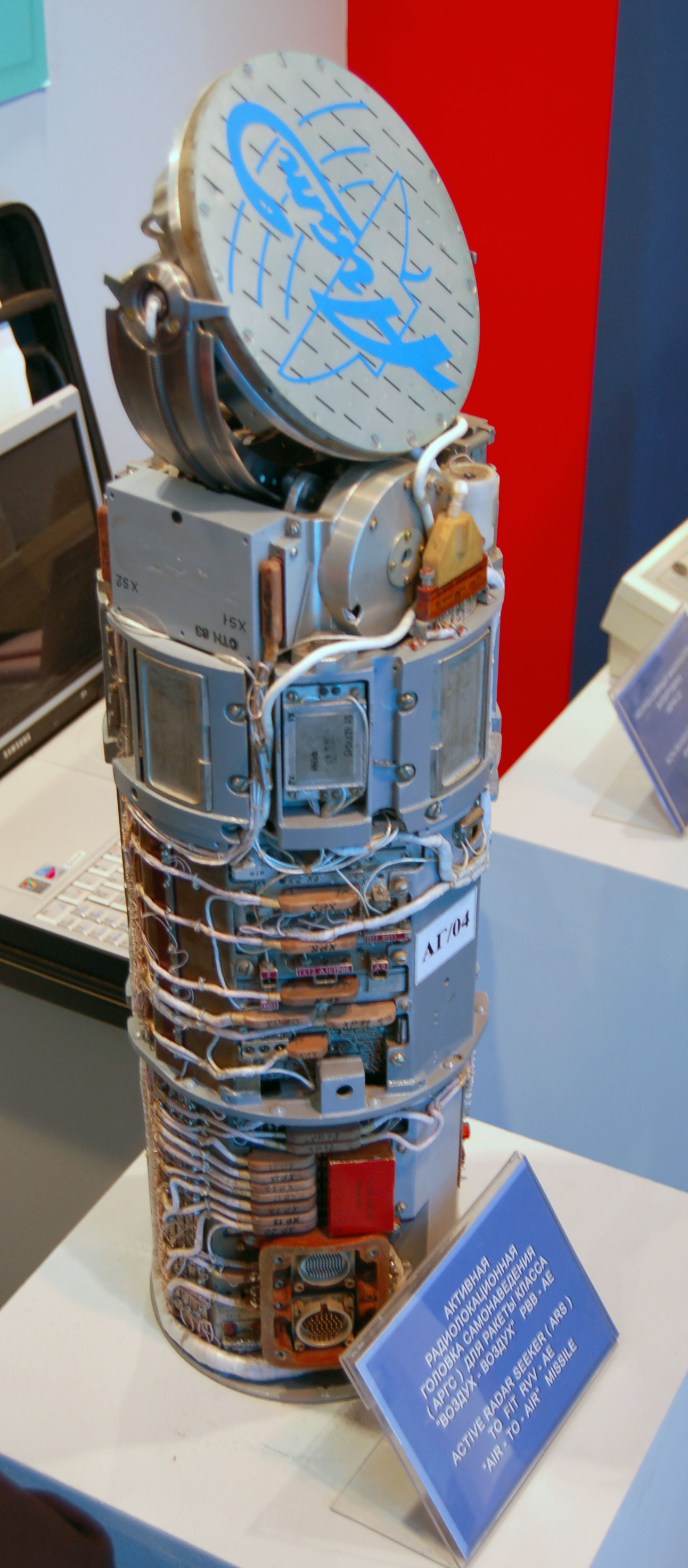
R-77のシーカー

R-77は、高い機動性を有しており35Gの機動が可能であり、最大速度はマッハ3-4.5、角速度は150°毎秒に達する。射程に関して、高高度の機動していないターゲットにヘッドオンで発射した場合、80km。改良型のR-77-1では110kmとなり、ラムジェット型のR-77-PDでは150kmに達するとされている。
これには、尾部の特徴的なフィンが影響している。これはグリッドフィンと呼ばれるもので通常のミサイルの十字翼と尾部制御デバイスを掛け合わせたものに値し、大迎え角時に気流の剥離が少ないほか軽量であり従来のフィン機構に比べて大幅に短い翼弦長で表面積を大きく取れるためアクチュエータのトルクを大幅に小さくできる。R-77のグリッドフィンは45度×135度の交差角で取り付けれられており、全遊動式である。一方でRCSが大きく、遷音速における抵抗が大きいという欠点があり、発展型のK-77Mでは通常のフィンに戻されている。推進は1段階の固体燃料ロケットエンジンであるが、K-77Mでは2段階となり、K-77MEやR-77M-PDではラムジェット推進となっている。
シーカーはアガトによって開発された9B-1348多機能ドップラーモノパルスアクティブレーダーシーカーを装備している。これには2つの操作モードがあり、短距離では撃ちっ放しモードを起動、長距離では慣性/電波修正航法を併用しを使用し、ターゲットとの距離が16km以内になるとアクティブレーダーモードが自動で起動する。もしターゲットからロックオンが外れても、ホストレーダーシステムがターゲット情報を保持するようになっている。対ECMとしては、仮にシーカーがジャミングを受けた場合、自動的に逆探知モードに切り替わり、ジャミング電波の発信源に向かって飛翔するホームオンジャム機能を持つ。R-77-1ではシーカーがR-37MやR-27AEに採用されたものと同系統の9B-1103M-200となり、ロックオン距離が20kmとなり、ECCM能力も向上、重量も減少（16kg→14.5kg）している。開発がすすめられているK-77Mではアクティブフェーズドアレイとなり、ロックオン距離は60km以上に増加しているとされている。
弾頭は、マルチ成型炸薬ロッド型で、レーザー近接センサーが装備されている。運用はAKU-170Eランチャーから行われる。陸上発射型もあり、これは輸送発射コンテナに保管されている。

## 派生型

上からR-77、R-77-PD、R-77-SPK、K-77M、K-77ME

R-77
基本型。開発コードはIzdeliye 170。
RVV-AE
輸出型。開発コードはIzdeliye 190。
R-77T（RVV-TE）
赤外線誘導型。計画のみ。
R-77P（RVV-PE）
パッシブ誘導型。搭載するシーカーは25km先の目標を捕捉できるとされる。計画のみ。
R-77PD（RVV-AE-PD）
推進方式をラムジェットに変更した射程延伸型。弾体を太くし、中央部に4ヶ所のエアインテークを備えており射程は160km。R-77PDに採用された技術の一部は、ヴィーンペルとマトラ（現:MBDA）の秘密のコラボレーションに由来しており、これは1994年に終了した。予算不足により計画の進行は遅れたが、1995年にラムジェットモーターの新たな試験が始まり、ミサイルの完全な飛行試験は1998年に開始されたことがいくつかのソースにより示唆されている。1999年に完成したが、量産や配備は確認されていない。型式のPDはPovyshenoy Dalnosti（ロシア語で射程の改良の意）から取られている。
R-77-1（RVV-SD）
2009年に発表された改良型。全長を11cm伸ばし、レドーム形状を変更、中央の安定翼および尾部の制御フィンを短くすることで抵抗を減らし射程を110kmに延長している。内装する電子機材の面では、慣性航法装置が改良型となったほか、データリンクによる目標の補正、ECCM能力が向上した9B-1103M-200シーカーへの変更を行っている。これらにより固定翼機やヘリコプターだけでなく、巡航ミサイルや無人航空機（無人偵察機）などへの攻撃も可能となった。開発コードはIzdeliye 170-1
K-77M
R-77-1に続くR-77近代化の2段階目となる発展型。AIM-120C-7より良く、その後継型に等しい性能を持つことが期待されている。特徴的であった後部フィンは空気抵抗およびRCS低下のため通常のミサイルと同じフラットフィンとなっている。フィンはステルス機でのウェポンベイへの収納を想定して折り畳めるようになっており、モーター点火、射出時に展開される。エンジンには射程延伸のために燃焼パターンを2段階で変更できる2段推進方式を採用している。これにより最大射程範囲は、発射高度に応じて、R-77-1の2-3.5倍になるとされる。
搭載するシーカーはアクティブフェイズドアレイとなっており、対ジャミング性能・ルックダウン・シュートダウン性能の向上が図られている。開発名称はIzdeliye 180。
K-77ME
射程延長型。全長を伸ばし、推進方式をラムジェットに変更している。開発名称はIzdeliye 180-PD。
R-77-SRK
地対空ミサイル型。
R-77-ZRK（RVV-AE-ZRK）
VLSからの発射に対応した艦対空ミサイル型。推力偏向装置を搭載し、搭載燃料を増加させている。

## 対応機種
- J-10/J-10B
- J-11A/-11B
- J-15
- J-16

- MiG-21 ランサー、バイソン
- MiG-29（改修機）
- MiG-29K
- MiG-31M/BM
- MiG-35

- Su-27（改修機）
- Su-30
- Su-34
- Su-35 (初代)
- Su-35
- Su-37
- Su-39
- Su-47
- Su-57

- Yak-141
- テジャス

## 採用国
- アルジェリア[19]
- イエメン[20]
- インド[19] - 2024年時点で、インド海軍航空隊とインド空軍が保有[21]。
- インドネシア[22]
- 中華人民共和国
- カザフスタン - 2023年時点で、カザフスタン防空軍が保有[23]。
- シリア[24][25]
- スーダン[26]
- ベトナム[27]
- ベネズエラ
- ペルー[28]
- マレーシア[29]
- ロシア

## 仕様

### R-77
出典
- エンジン：固体燃料ロケット
- 発射時重量：175kg
- 長さ：360cm
- 直径：20cm
- 全幅：35cm
- 翼幅：70cm（展開時）
- 最高速：マッハ4以上
- 射程：80km
- 運用高度：5m-25km
- 弾頭：HE破片効果（22kg）
- 目標探索装置：9B-1348

R-77(RVV-AE)

- 誘導方式：中間誘導は慣性航法+指令誘導、終末誘導はアクティブ・レーダー・ホーミング
- 信管：レーザー近接信管
- 運用開始：1994年

### R-77-1
出典
- 長さ：371cm
- 発射時重量：190kg
- 直径：20cm
- 全幅：42cm
- 翼幅：68cm
- 射程：110km[31]
- 目標探索装置：9B-1103M-200
- 弾頭重量：22.5kg

### R-77-PD
出典

R-77-PD(RVV-AE-PD)

- エンジン：ラムジェット（ダグロケット方式）
- 発射時重量：226kg
- 長さ：370cm
- 重量：225kg
- 直径：20cm
- 全幅：39cm
- 翼幅：82cm
- 最高速：マッハ5
- 射程：150-160km